# Norman L. Bowen
Norman Levi Bowen (ur. 21 czerwca 1887 w Kingston w Ontario, zm. 11 września 1956 w Waszyngtonie) – kanadyjski petrograf działający głównie w USA, badał procesy krystalizacji magmy za pomocą analizy przemian fazowych krzemianów. Do jego najważniejszych prac zalicza się The Evolution of the Igneous Rocks wydaną w 1928 r.